# تروپیکوکتا
تروپیکوکِتا (انگلیسی: Tropicoqueta) پنجمین آلبوم استودیویی از خوانندهٔ کلمبیایی، کارول جی است که در ۲۰ ژوئن ۲۰۲۵ از طریق بیچوتا رکوردز و اینترسکوپ رکوردز منتشر شد. این آلبوم شامل بیست قطعه است و هنرمندانی چون مارکو آنتونیو سولیس، گرییسی رندون و مانو چائو به عنوان مهمان در آن حضور دارند. تروپیکوکِتا با انتشار دو تک‌آهنگ «Si Antes Te Hubiera Conocido» و «Latina Foreva» پشتیبانی شد. این آلبوم پس از انتشار با استقبال تجاری چشم‌گیری مواجه شد و به چهارمین آلبوم کاملاً اسپانیایی‌زبان از یک خوانندهٔ زن تبدیل شد که در میان سه رتبهٔ نخست جدول بیلبورد ۲۰۰ ایالات متحده قرار می‌گیرد. این آلبوم در نخستین هفتهٔ انتشار، ۵۷٬۰۰۰ واحد معادل آلبوم فروش داشت.

## جدول‌های موسیقی
| جدول (۲۰۲۵)                                | بالاترین جایگاه |
| ------------------------------------------ | --------------- |
| آلبوم‌های بلژیکی (اولتراتاپ فلاندرز)        | ۶۵              |
| آلبوم‌های بلژیکی (اولتراتاپ والونیا)        | ۴۵              |
| آلبوم‌های کانادایی (بیلبورد)                | ۲۳              |
| آلبوم‌های هلندی (جدول‌های هلند)              | ۳۰              |
| آلبوم‌های فرانسوی (اس‌ان‌ئی‌پی)                | ۳۰              |
| آلبوم‌های ایتالیایی (اف‌آی‌ام‌آی)              | ۴۲              |
| آلبوم‌های پرتغالی (ای‌اف‌پی)                  | ۹               |
| آلبوم‌های اسپانیایی (پروموزیکای)            | ۱               |
| آلبوم‌های سوئیسی (جدول موسیقی سوئیس)        | ۲               |
| بیلبورد ۲۰۰ ایالات متحده                   | ۳               |
| آلبوم‌های لاتین برتر ایالات متحده (بیلبورد) | ۱               |
| ۱                                          |                 |